# 上原いづみ
上原 いづみ（うえはら いづみ、1978年11月30日 - ）は、日本の元AV女優。
神奈川県出身。血液型:A型。身長:160cm。スリーサイズ:B82・W60・H87cm。

## 略歴
1999年にAVデビュー。
「上原いずみ」と表記される作品もあり、その他に「加藤久美」「かのう美香」「澤木麻優美」など複数の名前が使われている。

## 出演作品

### アダルトビデオ
- 姦魔輪姦レイプ 汚行!ナース （1999年10月29日）
- 神聖レズビアン 女子校生編 （1999年12月15日、ORAKE）
- ザーメン学院ゴックン科 （2000年3月5日、SODクリエイト）
- 濃厚接吻 8 （2000年11月28日、アロマ企画）…オムニバス作品
- お姉さんにおまかせ♥ （2001年6月22日、笠倉出版社）…オムニバス作品
- 口舌奉仕女 2 全身リップ80分 （2001年10月19日、シネマジック）…オムニバス作品
- 素人系アイドルの素顔 裸の季節モニュメント きらめく瞬間の中で… （2001年10月30日、マックス・エー）…オムニバス作品
- お姉さんはサンタクロース 3 （2001年11月1日、レイディックス）
- コスクラ （2001年11月21日、ビデオバンク）…オムニバス作品
- 新妻のとまどい （2002年4月11日、チャンネルV）
- 若妻の匂い 3 （2002年11月8日、光夜蝶）